# Edward F. Cline
Edward Francis Cline (Kenosha, 4 de noviembre de 1891 - Hollywood, 22 de mayo de 1961) fue un escritor, actor, guionista, y director de cine estadounidense, más conocido por su trabajo en conjunto con los comediantes W.C. Fields y Buster Keaton.

## Trayectoria
Edward F. Cline comenzó a trabajar para los estudios de Mack Sennett en 1914 y fue actor de sporte de Charlie Chaplin en algunos de los cortometrajes que se hicieron en ese estudio. En algún momento se atribuyó el crédito de la idea para las Sennett Bathing Beauties. Cuando Buster Keaton comenzó a elaborar sus propios cortometrajes, después de haber trabajado con Roscoe Arbuckle por algunos años, contrató a Cline como su codirector. En las películas de Keaton, tanto Cline como el propio Keaton eran los dos comediantes regulares. Para el cortometraje de Keaton de 1921 Hard Luck, a Cline se le da el crédito en crear el chiste personal favorito de Keaton de sus filmes. Al final de esta película, Keaton se tira un clavado en una alberca que se encuentra sin agua. Años más tarde emerge del hueco que creó su caída, acompañado de una esposa China y dos pequeños hijos Chino-Americanos. Cline trabajó en la mayoría de los cortos del comienzo de la carrera de Buster Keaton, y codirigió el primer film de Buster Keaton de 1923, Three Ages. A pesar de que trabajo más que nada en comedias, Cline también dirigió algunos melodramas y el musical Leathernecking (1930), el cual fue la película de debut de Irene Dunne.
Cline comenzó su asociación con W.C. Fields en la película de Paramount Pictures Million Dollar Legs (1932). La película tenía la actuación de algunos veteranos del estudio de Mack Sennett, incluyendo a Andy Clyde, Ben Turpin y Hank Mann. El productor Herman J. Mankiewicz recuerda a Cline, "El era mucho de la vieja escuela de la comedia, el no sabía que era lo que realmente estaba pasando en Million Dollar Legs, nada, pero lo disfrutaba muchísimo porque tenía a Andy Clyde de su lado, y a Ben Turpin, y a Bill Fields".
Durante la filmación de la película de 1939 de W.C. Fields, You Can´t Cheat an Honest Man, al tener problemas con el director George Marshall, Fields puso a Cline a dirigir la película, donde grabaron una famosa escena de un juego de Ping-Pong
Como director del film de 1940, My Little Chickadee, el deseo de Cline de que los actores siguieran con el script causó dificultades con W.C. Fields, hasta que cedió que los actores hicieran un poco de fuera de libreto, el no estaba de acuerdo con ello porque hacía reír tanto a los actores como al equipo de filmación.
Cline dirigió las dos últimas películas de W.C. Fields, la de 1940 The Bank Dick y la de 1941 Never Give a Sucker an Even Break. En remembranza a su trabajo en conjunto, Cline dijo que Fields escogía que el dirigiera sus películas porque era la única persona en Hollywood que sabía "menos de como hacer películas" que el mismo Fields.
El asistente de director Edward Montagne remembró: "W.C. Fields y Cline eran básicamente el mismo tipo, ambos tenían un gran sentido de la comedia, con los actores, si ellos sentían que estaban en el camino correcto, ellos los dejaban improvisar."
Los estudios Universal Pictures, que tenían contratado a Cline básicamente para dirigir los films de W.C. Fields, liberaron a Fields en 1941, pero retuvieron a Cline, haciéndolo firmar un nuevo contrato. Cline continuó dirigiendo muchas comedias musicales, donde actuaron Gloria Jean, The Ritz Brothers, y Olsen and Johnson, entre otros. Fue liberado de su contrato, entre otros directores, productores y actores, cuando los nuevos dueños tomaron control del estudio en 1945. Cline entonces se mudó a Monogram Pictures, dirigiendo y escribiendo las comedias de estudio "Jiggs and Maggie". La última fue en 1950 la cual fue codirigida por el veterano William Beaudine; la cual fue señalada como la última en la carrera cinematográfica de Eddie Cline.

## Televisión
Cline fue un pionero en la televisión, cuando su viejo compañero, Buster Keaton se convirtió en uno de los primeros comediantes en triunfar en este medio. Keaton y Cline colaboraron juntos en dos de sus series Televisivas.
El comediante y músico Spike Jones, famoso por sus chistes visuales en el performance de su banda musical, empleó a Cline hasta bien entrados los años 50.

## Filmografía
- One Week (1920) (cortometraje) - escritor, director
- Convict 13 (1920) (cortometraje) - escritor, director y actor
- The Scarecrow (cortometraje) - escritor, director y actor
- The Goat (1921) (cortometraje) - actor
- The Playhouse (1921) (cortometraje) - escritor, director
- The Haunted House (1921) - director, escritor
- Cops (1922) - director, actor
- Circus Days (1923) - director
- Along Came Ruth (1924) - director
- Little Robinson Crusoe (1924) - director
- Captain January (1924) - director
- The Rag Man (1925) - director
- Old Clothes (1925) - director
- Let It Rain (1927) - director
- Soft Cushions (1927) - director
- The Forward Pass (1929) - director
- Hook, Line and Sinker (1930) - director
- Leathernecking (1930) - director
- Cracked Nuts (1931) - director
- Million Dollar Legs (1932) - director
- The Dude Ranger (1934) - director
- You Can't Cheat an Honest Man (1939) - director
- My Little Chickadee (1940) - director
- The Bank Dick (1940) - director
- Never Give a Sucker an Even Break (1941) - director
- Give Out, Sisters (1942) - director
- What's Cookin'? (1942) - director
- Behind the Eight Ball (1942) - director
- Crazy House (1943) - director
- Hat Check Honey (1944) - director
- Ghost Catchers (1944) - director
- Penthouse Rhythm (1945) - director
- Bringing up Father (1946) - director
- Jiggs and Maggie in Society (1947) - guionista, director
- Jiggs and Maggie in Court (1948) - guionista, director
- Jiggs and Maggie in Jackpot Jitters (1949) - guionista
- Jiggs and Maggie Out West (1950) - codirector (con William Beaudine) y guionista.